# 2024年國家影評人協會獎
第59屆國家影評人協會獎（The 59th National Society of Film Critics Awards）是國家影評人協會以茲獎勵2024年電影的獎項，於2025年1月4日公布得獎名單。
拉梅爾·羅斯執導的《五分钱男孩》獲得最佳影片與最佳攝影（喬莫·弗雷）；帕亞爾·卡帕迪亞憑藉《你是我眼中的那道光》獲得最佳導演與最佳非英語電影；傑西·艾森柏格執導的《跳痛之旅》獲得最佳男配角（基倫·克金）與最佳劇本；《残酷真相》的演員瑪麗安·吉恩-巴普迪斯特與蜜雪兒·奧斯汀分別獲得最佳女主角與最佳女配角。

## 獲獎名單

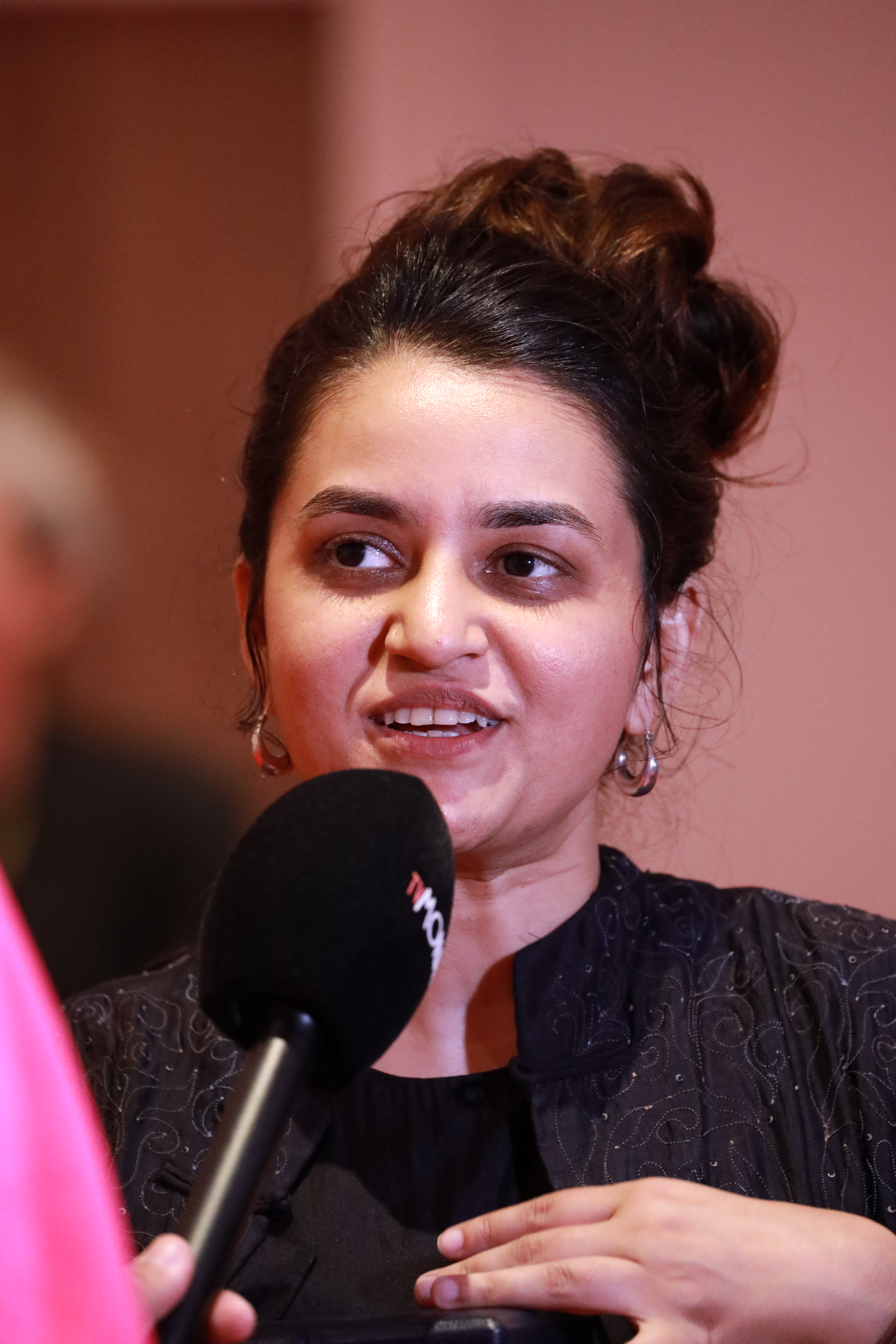
最佳導演：帕亞爾·卡帕迪亞

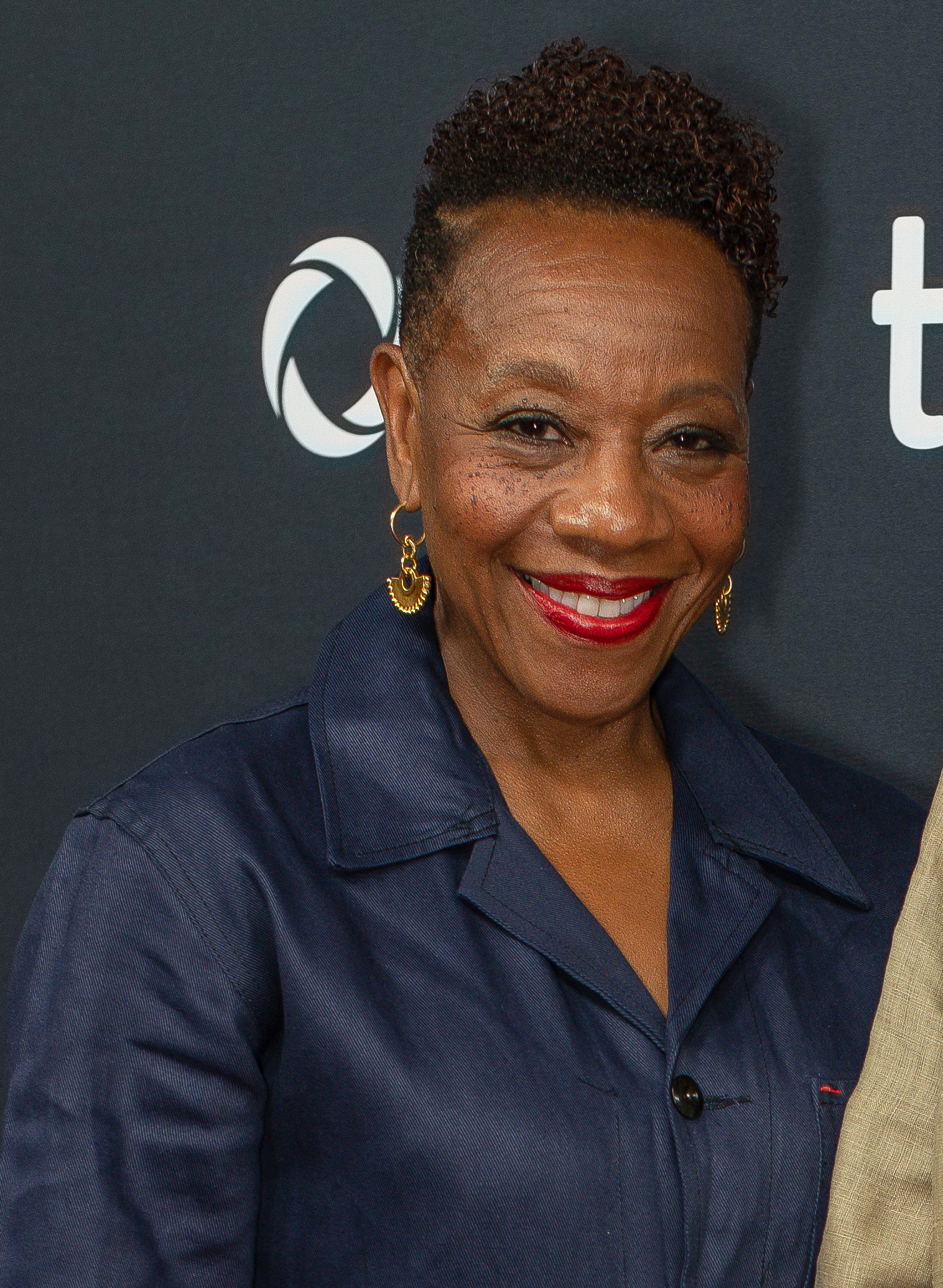
最佳女主角：瑪麗安·吉恩-巴普迪斯特

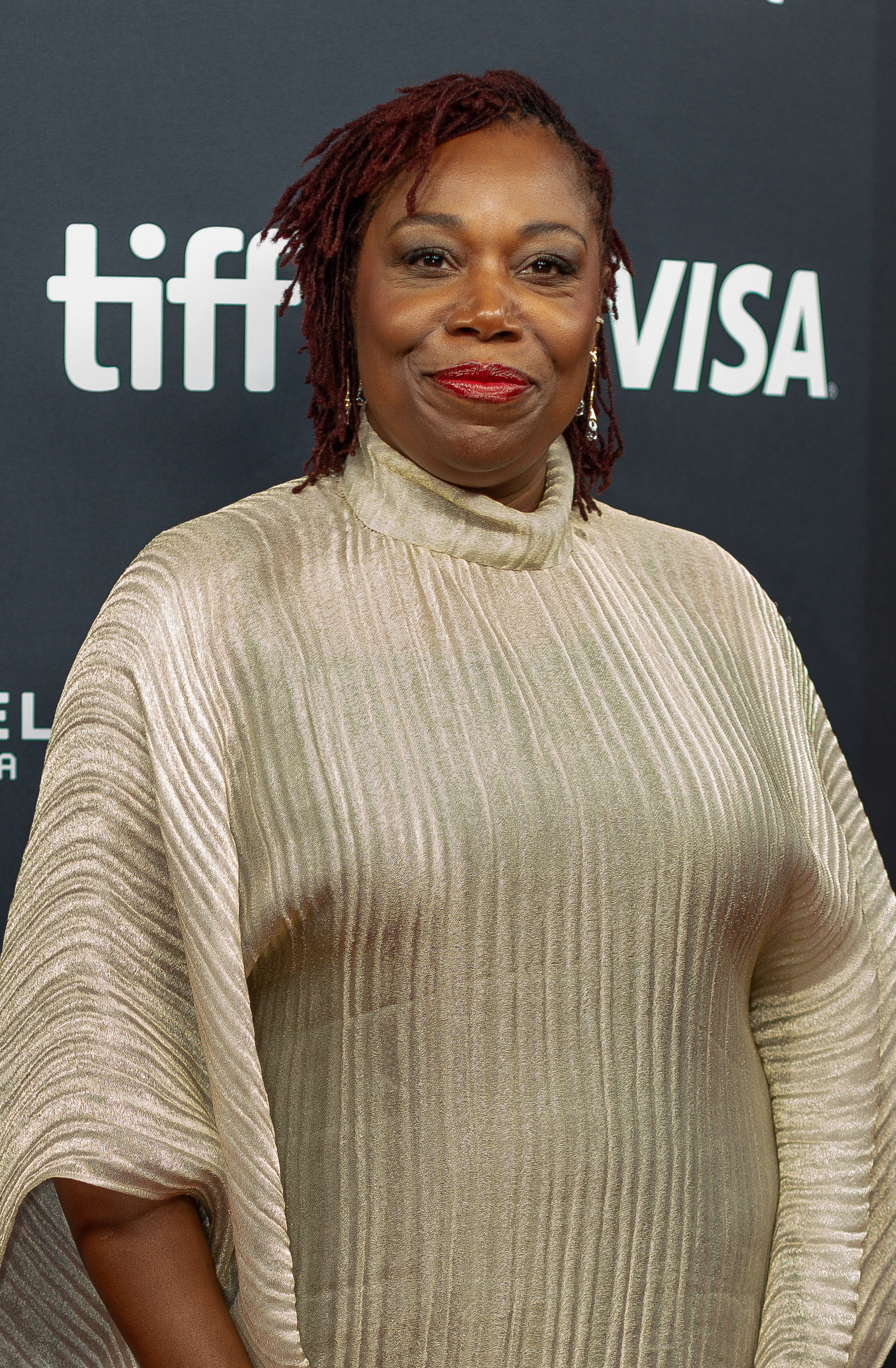
最佳女配角：蜜雪兒·奧斯汀

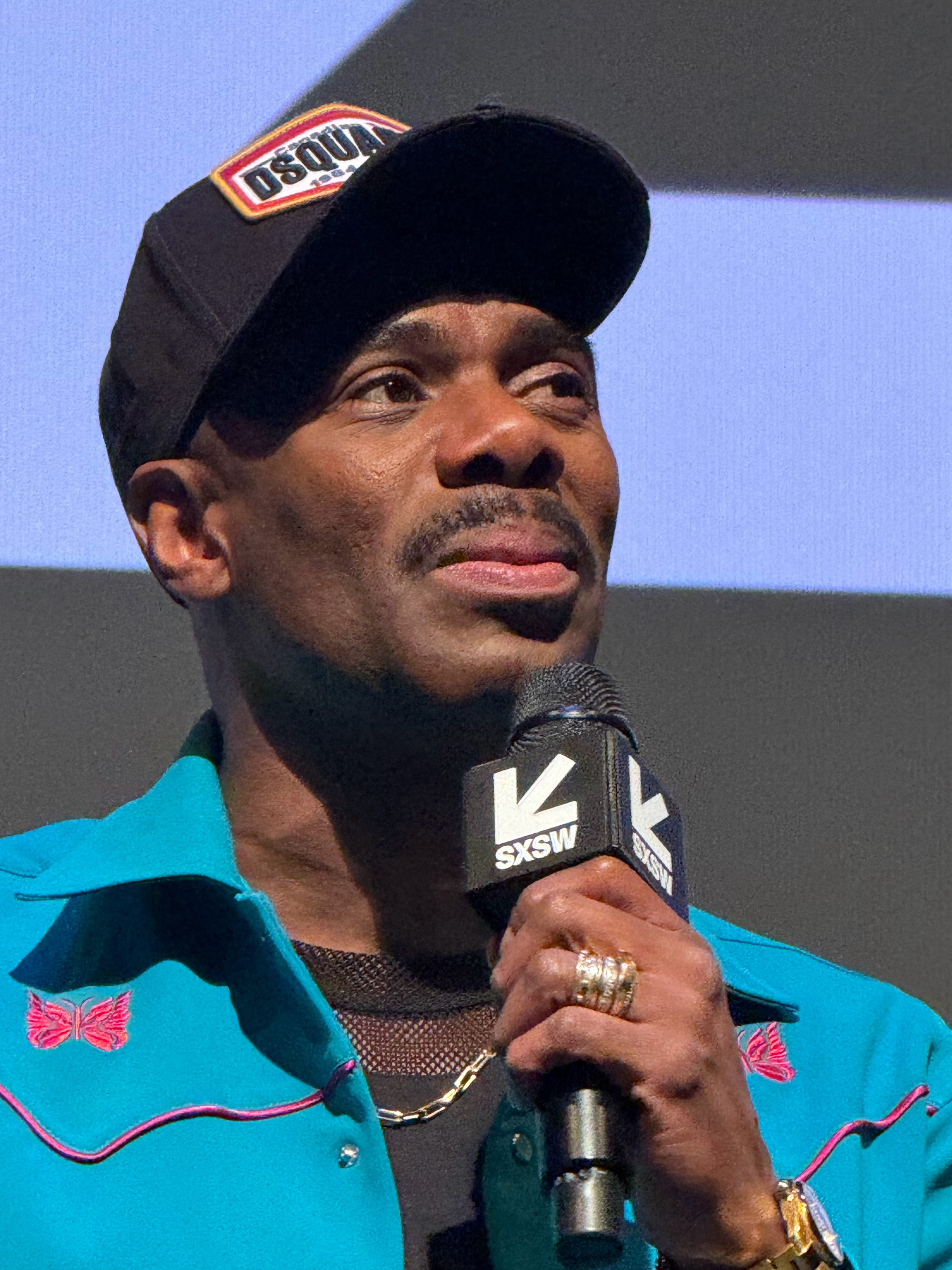
最佳男主角：柯爾曼·多明戈

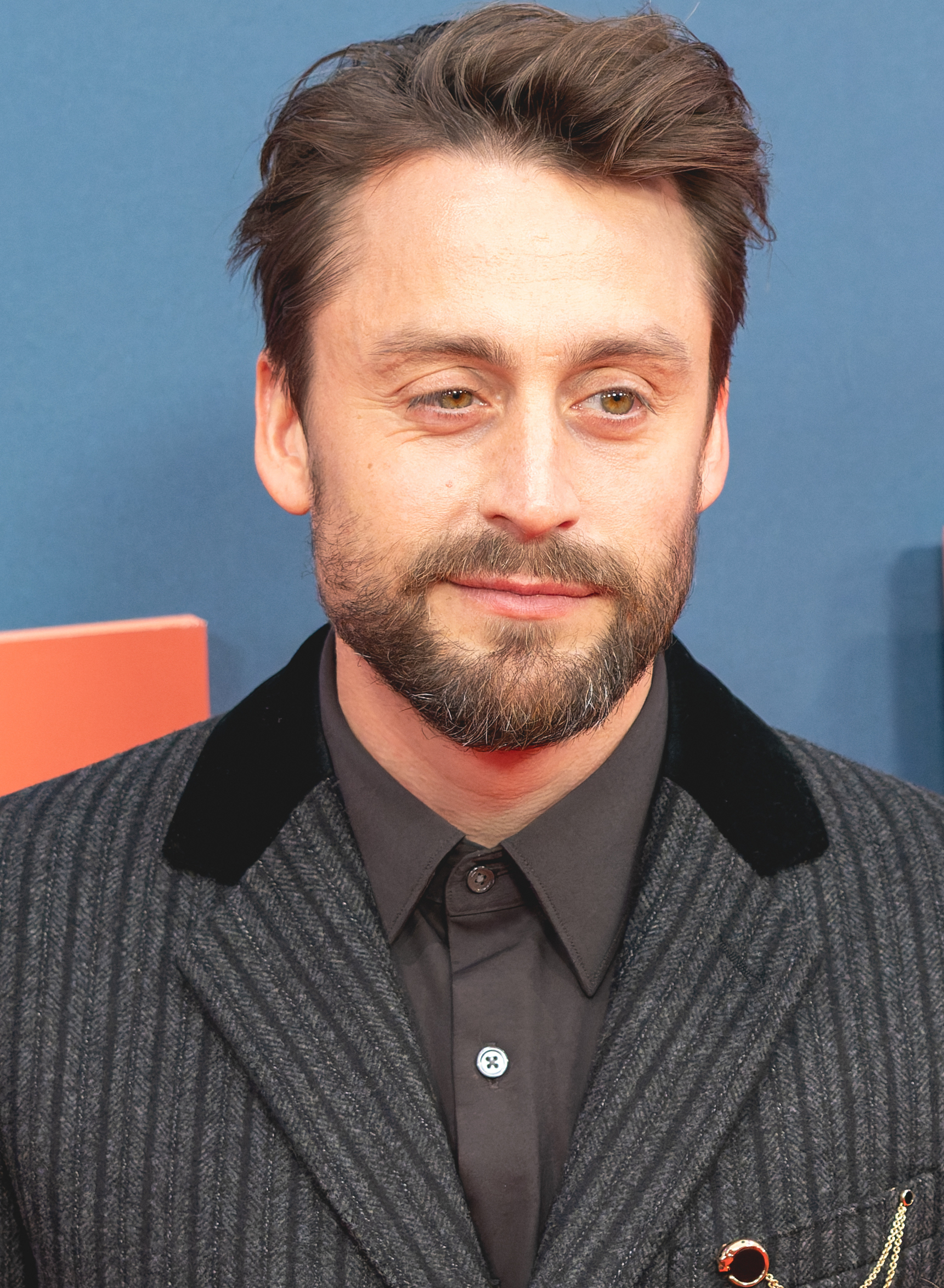
最佳男配角：基倫·克金

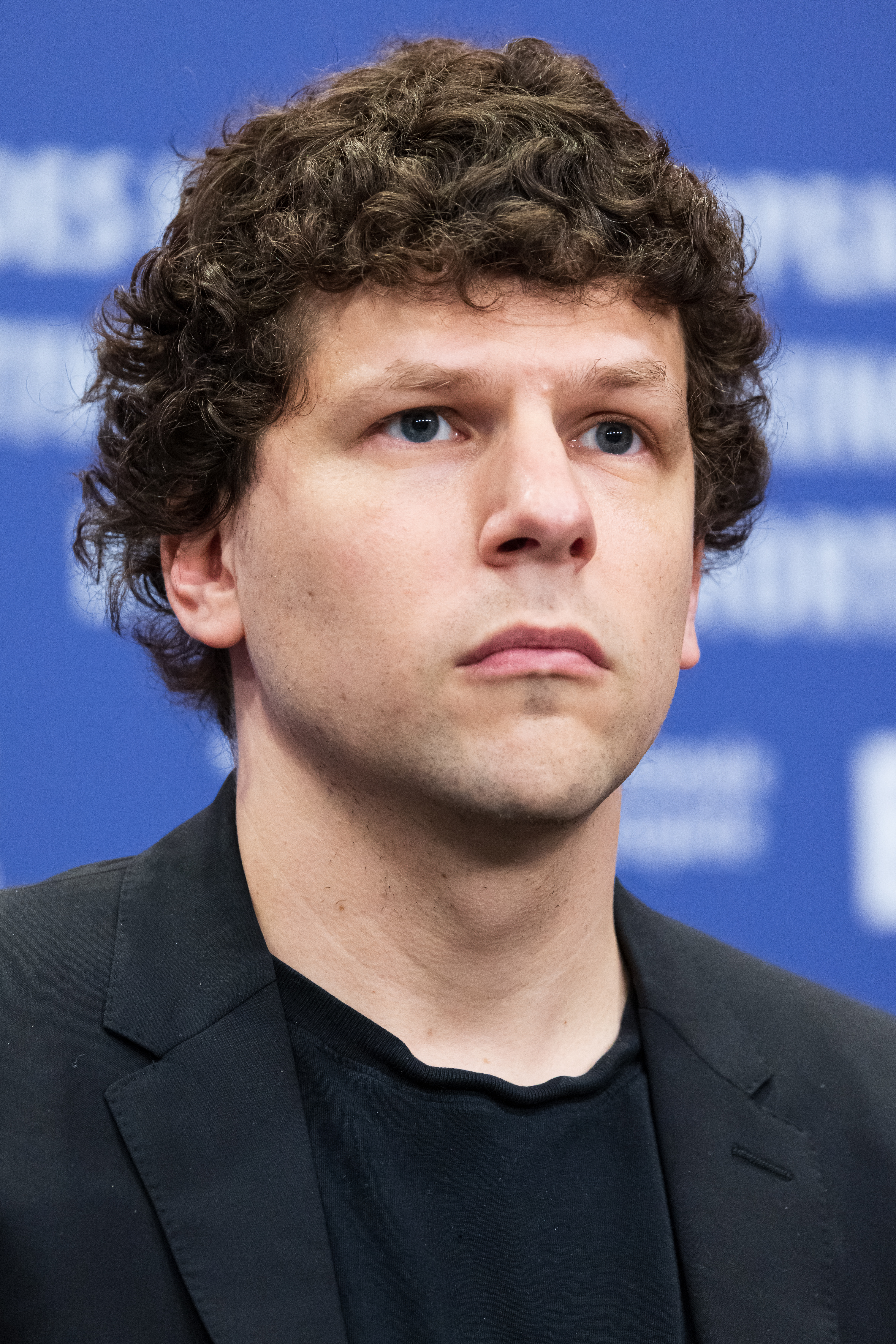
最佳劇本：傑西·艾森柏格

### 最佳影片
1. 《五分钱男孩》（47點）
2. 《你是我眼中的那道光》（34點）

《阿诺拉》（34點）

### 最佳導演
1. 《你是我眼中的那道光》帕亞爾·卡帕迪亞（49點）
2. 《五分钱男孩》拉梅爾·羅斯（英语：RaMell Ross）（42點）
3. 《阿诺拉》西恩·貝克（33點）

### 最佳女主角
1. 《残酷真相（英语：Hard Truths）》瑪麗安·吉恩-巴普迪斯特（英语：Marianne Jean-Baptiste）（79點）
2. 《阿诺拉》麥琪·麥迪遜（35點）
3. 《不要太期待世界末日》伊琳卡·曼諾拉切（英语：Ilinca Manolache）（32點）

### 最佳女配角
1. 《残酷真相（英语：Hard Truths）》蜜雪兒·奧斯汀（英语：Michele Austin）（55點）
2. 《五分钱男孩》安潔紐·艾莉絲-泰勒（39點）

《他的三個女兒》娜塔莎·雷昂（39點）

### 最佳男主角
1. 《监狱剧院》柯爾曼·多明戈（60點）
2. 《粗獷派建築師》阿德里安·布罗迪（51點）
3. 《教宗選戰》雷夫·范恩斯（45點）

### 最佳男配角
1. 《跳痛之旅》基倫·克金（52點）
2. 《粗獷派建築師》蓋·皮爾斯（50點）
3. 《巴布狄倫：搖滾詩人》爱德华·诺顿（41點）

《非常男人》亞當·皮爾森（41點）

### 最佳劇本
1. 《跳痛之旅》傑西·艾森柏格（47點）
2. 《不要太期待世界末日》拉杜·裘德（46點）
3. 《阿诺拉》西恩·貝克（45點）

### 最佳非英語電影
1. 《你是我眼中的那道光》（49點）
2. 《不要太期待世界末日》（41點）
3. 《神圣无花果之种》（28點）

### 最佳非虛構電影
1. 《你的國，我的家》（70點）
2. 《達荷美：祖靈回家》（51點）
3. 《政变的配乐（英语：Soundtrack to a Coup d'Etat）》（24點）

### 最佳攝影
1. 《五分钱男孩》喬莫·弗雷（英语：Jomo Fray）（80點）
2. 《粗獷派建築師》洛爾·克勞利（英语：Lol Crawley）（38點）
3. 《吸血鬼：諾斯費拉圖》賈林·布拉施克（英语：Jarin Blaschke）（21點）

### 最佳實驗電影
- 《The Ballad of Suzanne Césaire》

### 特別提及於美國待上映的電影
- 《你的國，我的家》

### 電影承襲獎
- 史考特·艾曼（英语：Scott Eyman）：其傑出著作紀錄電影藝術家與電影製作的劃時代轉變，尤其是近期著作《Charlie Chaplin vs. America: When Art, Sex, and Politics Collided》，對美國政治與流行文化間的關係有著啟示性的研究。
- IndieCollect（英语：IndieCollect）：由珊卓·肖堡（Sandra Schulberg）於2010年建立的組織，以罕見的藝術責任面對保存獨立電影的挑戰。
- To Save and Project: The MoMA International Festival of Film Preservation：20年來，和檔案館、基金會、工作室與其他組織等合作，修復全世界的節目。

## 外部連結
- 官方网站